# Жабянка
Жабянка (укр. Жаб'янка) — село в Лысянском районе Черкасской области Украины.
Население по переписи 2001 года составляло 560 человек. Почтовый индекс — 19334. Телефонный код — 4749.

## Местный совет
19334, Черкасская обл., Лысянский р-н, с. Жабянка